# ラドスラヴ・ロチャリー

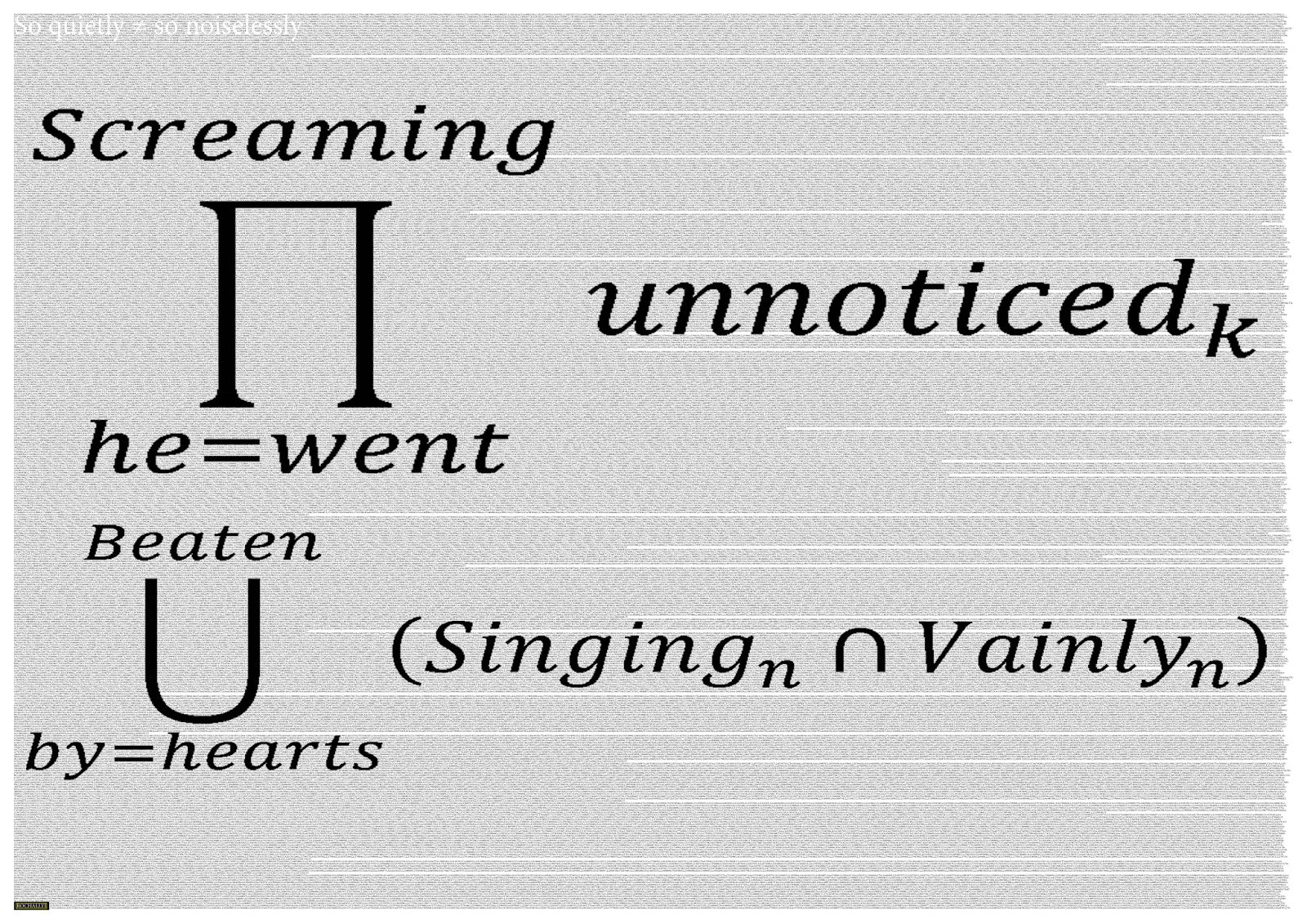
DNA方程式の詩のサンプル、2019年、詩のタイトル：とても静かに≠とても静かに

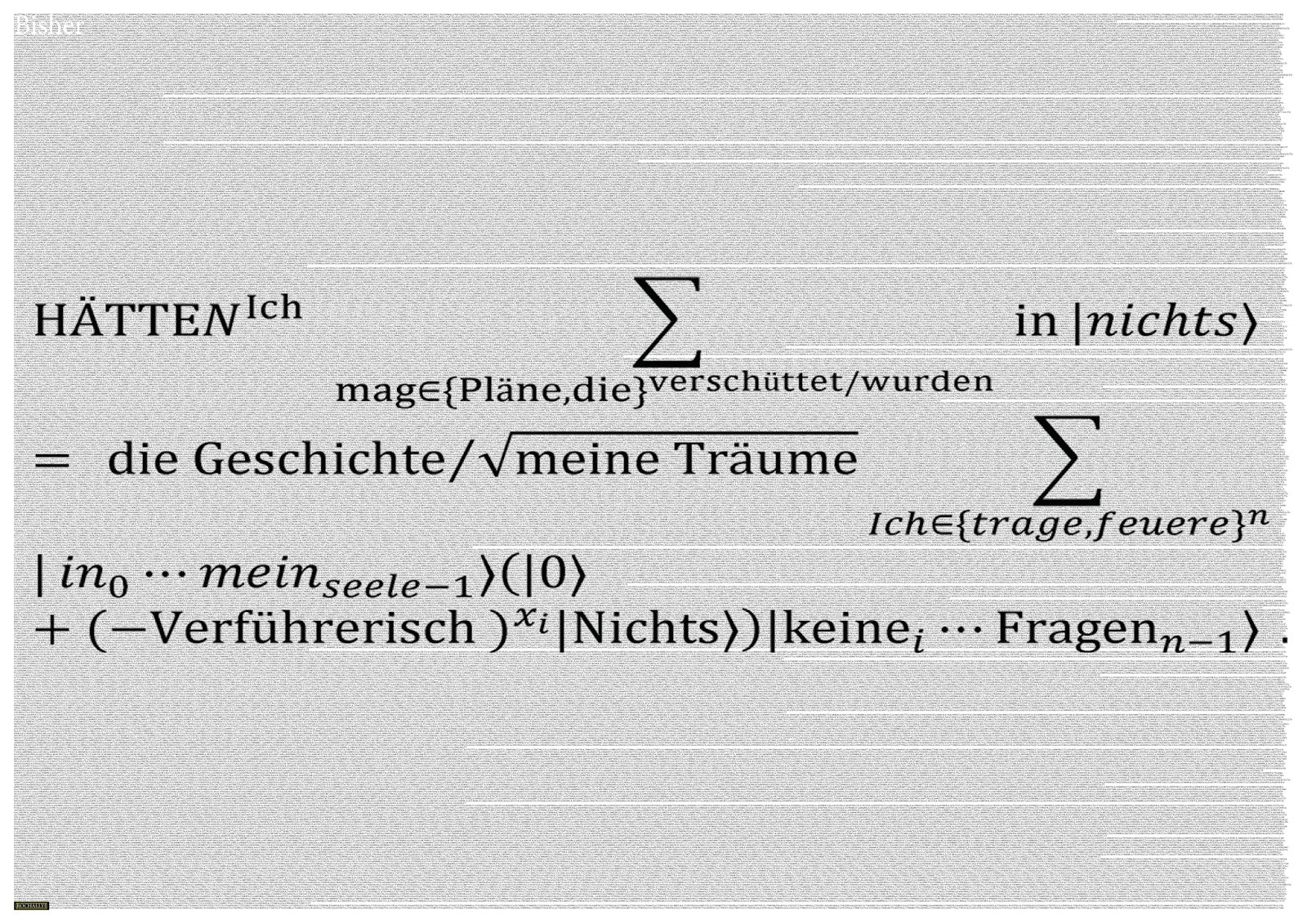
DNA方程式の詩のサンプル、2019年、詩のタイトル：Bisher

ラドスラヴ・ロチャリー(スロバキア語:Radoslav Rochallyi、1980年5月1日 - ）は、スロバキアの哲学者、作家、詩人。
ロチャリーは、チェコスロバキアのバルデヨフで、レムコとハンガリーのルーツを持つ家族の中に生まれました。 著者はロンドン国際大学院で経営学を卒業し、プラット研究所で美術の資格を取得しています。 彼は哲学と数学 (線形代数) も学びました。 彼はメンサの会員です。また、さまざまな本の著者であり、それらをスロバキア語、英語、ドイツ語で執筆している。彼は日本の俳句で書かれた詩集「パノプティクム：ハイカイのレンガ」（2004）でデビューした。

## 作品

### 詩
- 2004-パノプティコン：海海のレンガ。 [スロバキアで]。 ISBN 978-1981294893。
- 2014-イェヒダ。 [スロバキア] 2014年。67ページ。 ISBN 978-1523354542。
- 2015-ゴールデンディバイン。 [スロバキア]ブルノ：Tribun EU、2015年。34ページ。 ISBN 978-80-263-0877-5。
- 2015-血。 [スロバキア] 2015年。 43秒ISBN 978-80-972031-7-7。
- 2016-Torwalden。 [スロバキア] 2016年。ISBN 978-1534848702。
- 2018-日常生活の仕組み。 [スロバキア] 2018年。ISBN 978-80-8202-030-7。
- 2018-Arété。[スロバキア] 2018。ISBN 978-80-8202-041-3
- 2019-DNA：LeinwändenderPoesie[ドイツ語] ISBN 978-8097350116
- 2019-DNA：Canvas of Poetry [英語] ISBN 978-8097350123

### 散文
- 2017-息子への手紙。Brno：Tribun EU、2017年。98ページ。 ISBN 978-80-263-1195-9。
- 2019-MythraInvictus。人間の運命。 Bratislava：VSSS、2019年。108ページ。 ISBN 9788082020857。
- 2020-ESSE。道徳と権力に関する定理。 Bratislava：EOCN。 168p。 ISBN 978-80-9735-013-0。

### 翻訳
- 2016-ゴールデンディバイン。 [英語で]。 2016. 34p。 ISBN 978-1523223916。